# La Nueva España
La Nueva España is een regionaal dagblad in de Spaanse autonome gemeenschap Asturië. De krant wordt gezien als centrumrechts. De redactie is gevestigd in de stad Oviedo, maar er verschijnen dagelijks zes verschillende edities van de krant die elk voor verschillende gedeeltes van de regio gemaakt worden. Van alle regionale Asturische dagbladen is La Nueva España de grootste. Tegenwoordig wordt de krant uitgegeven door Editorial Prensa Asturias.
De eerste editie van het dagblad komt uit op 16 december 1936, tijdens de Spaanse Burgeroorlog, als spreekbuis voor de falangisten die aan de nationalistische kant vochten, tijdens het beleg van Oviedo door de republikeinse troepen. De krant maakt gebruik van de lokalen van een socialistisch dagblad dat onder de omstandigheden heeft moeten sluiten. Na de oorlog wordt de krant afhankelijk van de enige partij die is toegestaan in het Spanje onder het dictatoriale regime van Franco, de Prensa del moviemiento ('Pers van de Beweging') van de Falange Española Tradicionalista y de las J.O.N.S.. Na de democratisering van Spanje eind jaren 70 privatiseert de regering de pers. La Nueva España valt toe aan Editorial Prensa Ibérica.
In de periode juli 2009 - juni 2010 had de krant een gemiddelde dagelijkse oplage van 66.352 exemplaren en daarmee is zij het grootste in Asturië uitgegeven dagblad, voor El Comercio en La Voz de Asturias.